# Rio Medonho
O rio Medonho é um curso de água que banha o estado do Maranhão, no Brasil. Tem sua nascente  e foz no município de Alto Parnaíba. Desagua no rio Parnaíba.